# Estandarte de Ur
El Estandarte de Ur es una obra de arte que data de la época de los sumerios, hacia el siglo XXVI a. C. (época Arcaica Dinástica III), elaborada con la técnica de la taracea, arte típico de Sumeria y Acad, que consiste en incrustar piedras y otros materiales distribuidos en bandas sucesivas en muebles, instrumentos y otros objetos, incluso edificios. Se cuenta que este estandarte fue una referencia de victoria.
Fue encontrado por el arqueólogo británico Leonard Woolley en la década de 1920 en las excavaciones de lo que fue la Necrópolis Real de la antigua ciudad de Ur, localizada al sur de la actual Bagdad (Irak), y más concretamente sobre los hombros de un hombre, en una esquina de la tumba de la reina Shubad (o reina Pu-abi).
El Estandarte de Ur se conserva en el Museo Británico de Londres.

## Forma y función
El estandarte es una caja particular de madera de forma trapezoidal, cuyos paneles frontal y trasero, rectangulares, miden 21,59 cm de alto por 49,53 cm de largo; la sección tiene la forma de una pirámide truncada. En cada uno de los paneles había un mosaico formado por incrustaciones de conchas, cornalina y lapislázuli sujetas a una base de madera con betún. 
Cuando fue hallada, los paneles laterales habían sido destruidos por la acción del tiempo, y los frontales habían sido aplastados por el peso de la tierra bajo la que fue hallado; el mosaico se había desprendido de la madera descompuesta y el betún se había desintegrado. Lo que ha llegado hasta nosotros es una reconstrucción que se cree aproximada. 
Su función original no es segura; Leonard Woolley sugirió que pudo ser exhibida en el extremo de un mástil, a modo de estandarte. También se ha especulado que fuera la caja de un instrumento musical o parte de un mueble. 
Los dos paneles principales del estandarte de Ur se denominan convencionalmente «Cara de la Guerra» y «Cara de la Paz». Cada uno de ellos se divide verticalmente en tres niveles o frisos, que deben ser leídos a la manera sumeria, de abajo arriba y de derecha a izquierda.
- Cara de la guerra:  Aparentemente el tema es una victoria militar. Se representan carros de guerra de cuatro ruedas tirados por recuas de asnos u onagros arrollando a los enemigos (aunque estos carros grandes eran poco manejables en combate: se usaban más bien para la defensa o el transporte), soldados ataviados con armaduras, prisioneros, lanzas y hachas. Hay un desfile de infantes presentándose al rey, parado en la parte media de la banda superior con un cetro en la mano.

El panel de la guerra

- Cara de la paz: Representa un desfile de animales y vituallas (tributos) como para un banquete, presentados ante un rey que bebe mientras conversa; figuras sentadas celebran el ágape mientras un músico entretiene a los comensales.

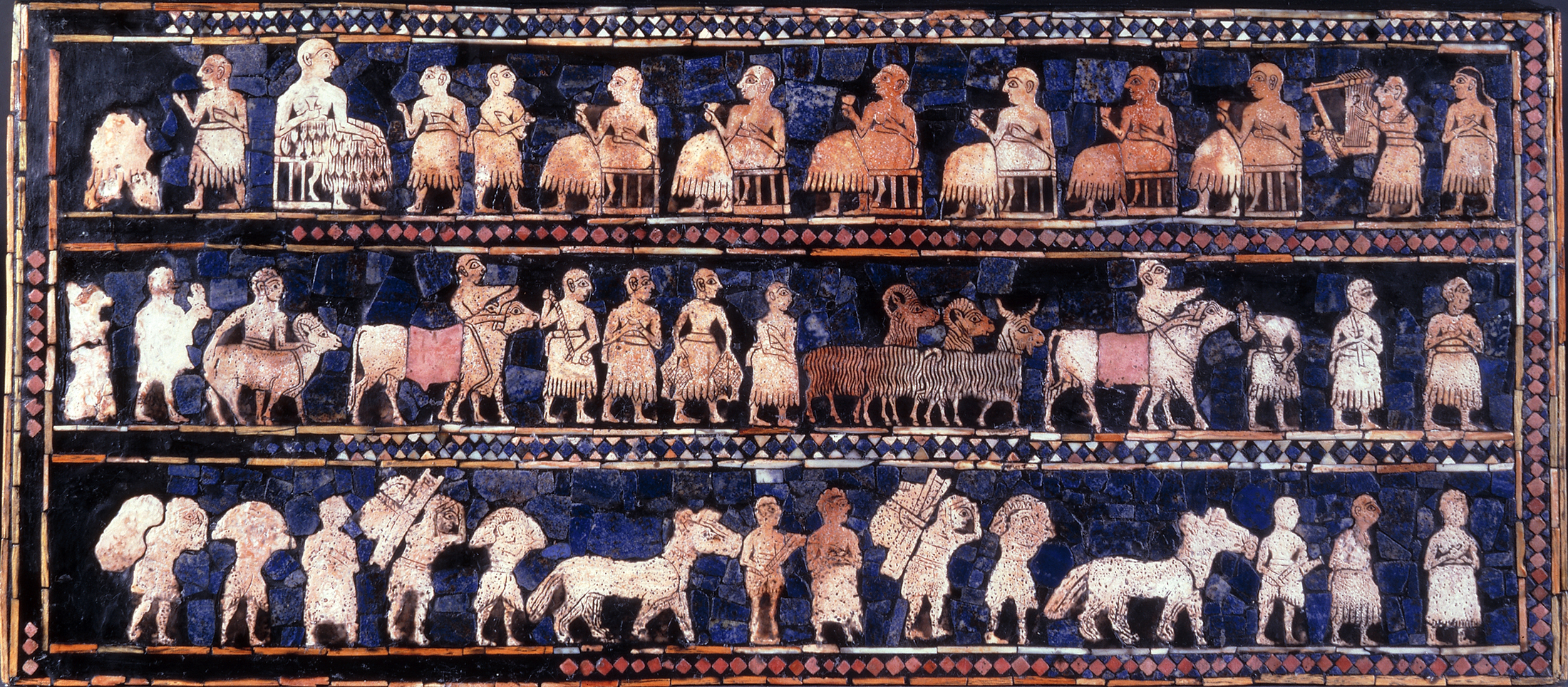
El panel de la paz

Todos los personajes están representados parcialmente de perfil (rostro y piernas) y parcialmente de frente (hombros y ojos), en tanto que los animales están colocados casi completamente de perfil (a excepción de los cuernos en los bovinos). Su lugar en la sociedad se evidencia mediante el tamaño, la ropa y la posición (todo más cuanto más poderosos). El panel más importante obviamente es el de la paz, ya que describe un lugar donde la gente está unida.